# Futurospekcja
Futurospekcja (także flashforward pisane też flash-forward (wym. [flæʃˈfɔːwəd]) z ang. flash – przebłysk; forward – wprzód albo prolepsis) – technika narracyjna polegająca na przedstawieniu w filmie, serialu i innych mediach spodziewanych albo pewnych wydarzeń z przyszłości. Jest przeciwieństwem retrospekcji, które ukazują przeszłość.
Technika ta jest stosowana dużo rzadziej niż wymienione retrospekcje – ich podstawową „wadą” jest upewnienie odbiorcy co do losu danego bohatera (np. że nie zginie). Z drugiej strony, wprowadzanie futurospekcji jest z komercyjnego punktu widzenia rozsądne, jako środek przyciągający widza. Jednym ze słynniejszych przykładów jest tu serial Zagubieni, który, od ostatniego odcinka trzeciego sezonu, regularnie przedstawia przyszłe losy poszczególnych postaci. Twórcy serialu często, za pomocą rozmaitych trików, dopiero po jakimś czasie „rozstrzygają”, czy dany przebłysk jest retrospekcją czy futurospekcją, jednocześnie starając się nie ujawniać za dużo.
Futurospekcja jest również głównym tematem książki oraz serialu o tym samym tytule (to już drugi po Zagubionych serial stacji ABC wykorzystujący ten motyw). Obie historie łączy tytułowa futurospekcja, w czasie której cała ludzkość traci na 2 minuty i 17 sekund przytomność i widzi wizję swojej przyszłości 29 kwietnia 2010 roku. W powieści, którą napisał kanadyjski pisarz science fiction, Robert J. Sawyer, przyczyną zdarzenia był Wielki Zderzacz Hadronów.